# Planet Terror
Planet Terror, una película estadounidense del año 2007 escrita y dirigida por Robert Rodriguez, trata de un grupo de personas que intenta sobrevivir a un ataque de criaturas con aspecto de zombi que usan como feudo una base militar, incluyendo entre los supervivientes a una go-go que busca una manera de aplicar sus "talentos inútiles". El filme, un tributo al género zombi, está protagonizado por Rose McGowan, Freddy Rodriguez, Josh Brolin, Marley Shelton, Naveen Andrews, Michael Biehn, Jeff Fahey, Stacy Ferguson y Bruce Willis, entre otros. Planet Terror fue lanzada en los cines de Norteamérica junto a Death Proof bajo el título Grindhouse con el objetivo de emular la experiencia de ver películas exploitation en un cine de doble sesión "grindhouse".
Grindhouse fue estrenada el 6 de abril de 2007 y las ventas de las entradas estuvieron por debajo de las expectativas de los analistas, a pesar de las positivas críticas a los filmes que componen Grindhouse. En la mayor parte del resto del mundo, cada película fue estrenada por separado, pero Death Proof fue proyectada en su versión extendida. Las bandas sonoras de ambas cintas incluyen las canciones de cada película. Death Proof fue estrenada de manera independiente en los cines internacionales y salió en DVD en Estados Unidos y Canadá el 18 de septiembre de 2007.

## Argumento
En un pueblo de Texas, la bailarina go-go Cherry Darling (Rose McGowan) se encuentra con su misterioso exnovio El Wray (Freddy Rodríguez) en el Bone Shack, un restaurante propiedad de los hermanos T.J. (Jeff Fahey) y el Comisario Hague (Michael Biehn). Mientras, el alterado Teniente Muldoon (Bruce Willis) y sus hombres realizan una transacción con Abby (Naveen Andrews), un ingeniero químico, por grandes cantidades de DC2, un mortal agente bioquímico. Cuando Muldoon se entera de que Abby mantiene una ración extra, intenta secuestrar a Abby, causando que este libere el gas al aire libre, infectando a gran parte de la población, mutándolos en zombis deformes. Los infectados son tratados en el hospital local por el Dr. William Block (Josh Brolin) y la anestesista Dakota (Marley Shelton), su esposa insatisfecha, infiel y bisexual.
Varios ataques de zombis comienzan a darse a lo largo de la carretera, lo que provoca que el auto en el que viajaban El Wray y Cherry se estrelle. Al ser atacados, los zombis le arrancan la pierna derecha a Cherry. Al hospital también llega el cadáver de Tammy (Fergie), la ex amante de Dakota, a quien Block reconoce. Al darse cuenta de que Dakota estaba por abandonarlo por ella, clava en las manos de su mujer agujas con anestesia, dejándolas incapacitadas, y luego la encierra en un armario.
El Wray ha sido detenido por el Comisario Hague, debido a encuentros que ambos tuvieron en el pasado. Mientras los pacientes van mutando, El Wray se va de la comisaría y llega al hospital, donde coloca una pata de madera de una masa en el muñón de Cherry. Mientras ambos luchan en su camino por irse del hospital, Dakota logra llegar a su auto e irse también de allí. Block se infecta al igual que otros tantos, y Cherry y El Wray se refugian en el Bone Shack. Dakota busca a su hijo Tony y lo lleva con su padre, el Ranger de Texas Earl McGraw (Michael Parks), con quien estaban distanciados. Mientras espera en el auto, el hijo de Dakota se dispara accidentalmente.
Luego de un "segmento de film extraviado", Dakota, Earl, el exjefe de Cherry Skip, y las niñeras gemelas (Electra y Elise Avellán) de Tony están todos en el Bone Shack. Con Hague seriamente malherido, el grupo toma la decisión de huir hacia la frontera con México, antes de ser detenidos por una gran horda de zombis. En eso llegan Muldoon y su grupo, quienes matan a los zombis antes de arrestar al grupo. Abby les dice que los soldados están robando el gas porque están infectados y el inhalarlo constantemente retrasa las mutaciones. También aprenden que parte de la población es inmune, dando la posibilidad de una cura.
Cherry y Dakota son llevadas aparte por dos solados (Quentin Tarantino y Greg Kelly) y mientras, el resto logra vencer a los guardias. J.T. recibe una herida de bala en el proceso mientras el grupo busca a Muldoon. Cuando lo encuentran, este explica que el mató a Osama bin Laden antes de quedar infectado y se le ordenó proteger el área, tras lo cual El Wray y Abby lo matan. Mientras, Cherry es obligada a punta de pistola a bailar para un soldado, quien amenaza con violarla. Finalmente, ella logra patearle la cabeza con su pierna de madera, la cual se rompe en el proceso, y ella aprovecha para clavársela en el ojo al soldado. Dakota se da cuenta de que recuperó la movilidad total de sus manos y aprovecha para usar una jeringa para dominar a otro soldado. En eso arriban El Wray y Abby y El Wray reemplaza la pata de madera rota de Cherry con un fusil de asalto.
J.T. decide quedarse atrás para detonar unos explosivos que eliminan al resto de los zombis mientras el resto del grupo huye. Los sobrevivientes planean escapar robando unos helicópteros mientras se enfrentan a otro grupo de zombis, y Abby muere en el proceso. Salvando a Cherry del ataque de un zombi, El Wray queda fatalmente herido. Cherry, ahora con un Minigun en su pierna, dirige a los sobrevivientes a la playa de Tulum, donde se instalan pacíficamente durante la epidemia zombi global. Se revela además que Cherry ha tenido una hija de El Wray.
En una escena poscréditos, se lo ve a Tony sentado en la playa jugando con una tortuga, un escorpión y una tarántula.

## Reparto
| Actor                   | Personaje                  |
| ----------------------- | -------------------------- |
| Rose McGowan            | Cherry Darling             |
| Freddy Rodríguez        | El Wray                    |
| Marley Shelton          | Dra. Dakota Block          |
| Jeff Fahey              | J. T. Hague                |
| Michael Biehn           | Sheriff Hague              |
| Josh Brolin             | Dr. William Block          |
| Bruce Willis            | Teniente Muldoon           |
| Naveen Andrews          | Abby                       |
| Julio Oscar Mechoso     | Romey                      |
| Stacy Ferguson "Fergie" | Tammy Visan                |
| Nicky Katt              | Joe                        |
| Hung Nguyen             | Dr. Crane                  |
| Tom Savini              | Agente Tolo                |
| Carlos Gallardo         | Agente Carlos              |
| Skip Reissig            | Skip                       |
| Electra Avellán         | Niñera loca gemela #1      |
| Elise Avellán           | Niñera loca gemela #2      |
| Quentin Tarantino       | Jones                      |
| Greg Kelly              | Violador #2                |
| Michael Parks           | Earl McGraw                |
| Jerili Romero           | Ramona McGraw              |
| Felix Sabates           | Dr. Felix                  |
| Danny Borao             | Trapecista de la perdición |

## Historia y desarrollo

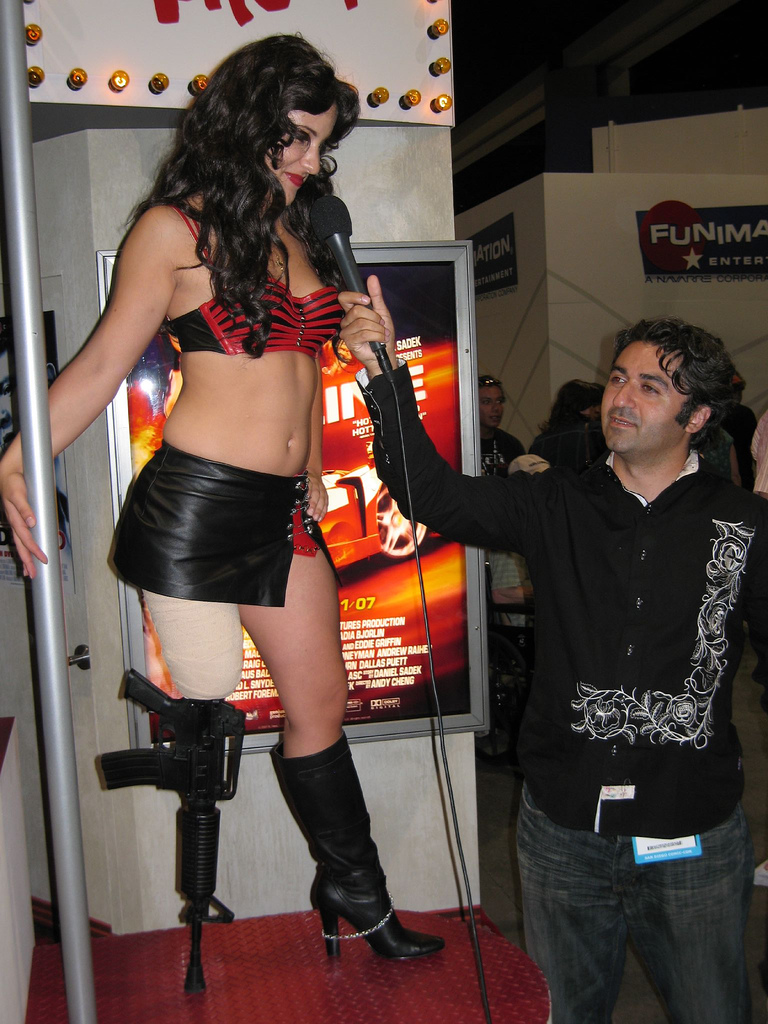
Una actriz en el Comic-Con de San Diego imitando el papel de Cherry (McGowan) en Planet Terror.

Robert Rodriguez obtuvo la idea de Planet Terror durante la producción de The Faculty. «Recuerdo haberle dicho a Elijah Wood y a Josh Hartnett, todos aquellos jóvenes actores, que las películas de zombis estaban muertas y no había salido ninguna durante un tiempo, pero yo había pensado que volverían a lo grande porque no se habían ido por mucho tiempo», recuerda Rodriguez. «Dije: "Tenemos que conseguir estar ahí primero". Tenía un guion que había estado escribiendo. Era de alrededor de 30 páginas, y les dije: "Hay personajes para todos vosotros". Todos estábamos emocionados por ello y entonces no sabía a donde ir con ello. La introducción fue tan lejos como había querido y entonces tuve otras películas. Por supuesto, la invasión zombi (de la película) ocurrió y ellos volvieron, y yo estaba como "ah, sabía que había hecho mi película de zombis".» La historia fue reenfocada cuando la idea para Grindhouse fue desarrollada por Rodriguez y Quentin Tarantino.
Planet Terror vino acompañada de un falso tráiler de una película titulada Machete, protagonizada por Danny Trejo y Cheech Marin. Rodriguez escribió Machete en 1993 con una interpretación completa de Danny Trejo. «Le había elegido en Desperado y recuerdo que pensaba, "Wow, este tipo debería tener su propia saga de películas mexicanas exploitation como Charles Bronson o Jean-Claude Van Damme". Así que le escribí esta idea de un federal de México que es contratado para hacer el trabajo sucio en Estados Unidos. Yo había escuchado a veces que el FBI o la DEA tienen trabajos realmente duros en los que no quieren que sus agentes resulten muertos, por lo que contratarían a un agente mexicano que les haría ese trabajo sucio por 25.000 dólares. Pensé, "ese es Machete. Podría venir y hacer un trabajo realmente peligroso por una buena suma de dinero". Pero nunca puse manos a la obra». Más tarde se anunció que el tráiler se convertirá en el largometraje de Machete.

## Producción

### Dirección
Según la actriz Marley Shelton, "(Rodriguez y Tarantino) realmente co-dirigieron, al menos, Planet Terror. Quentin pasó mucho tiempo en el plató. Hacía anotaciones y ajustes a nuestras actuaciones. Por supuesto, siempre difería con Robert en Planet Terror y viceversa en Death Proof. Realmente eran ideas suyas". Tarantino ha declarado que "no puedo imaginar hacer Grindhouse con ningún otro director que no sea Robert o yo, porque he completado mi fe y mi confianza en él. Tanto es así que no vimos las películas de cada uno completas hasta tres semanas antes del estreno. Fue como si hubiéramos trabajado en pequeños vacíos y hubiéramos cortado y pegado nuestras películas para verlas y hacer un par de pequeños retoques. Gran parte del rodaje fue así". Rodriguez se ocupó, entre otras tareas, de la dirección de fotografía, cargo que ya ocupó en sus primeros filmes.

## Banda sonora
1. Grindhouse (Main Titles)
2. Doc Block
3. Sickos
4. You Belong to Me - Rose McGowan
5. Go Go Not Cry Cry
6. Hospital Epidemic
7. Usless Talent #32
8. His Perscription...Pain
9. Cherry Darling
10. Grindhouse Blues - Nouvelle Vague
11. Wray - Chingon
12. Police Station Assault - Rose McGowan
13. Dakota
14. Zero to Fifty in Four - Rose McGowan
15. Fury Road
16. Helicopter Sicko Chopper - Rose McGowan
17. Ring in the Jacket
18. Killer Legs
19. Melting Member
20. Too Drunk to ****
21. Cherry's Dance of Death
22. Two Against the World